# بوتینس، تگزاس
بوتینس (به انگلیسی: Botines) یک منطقهٔ مسکونی در ایالات متحده آمریکا است که در شهرستان وب، تگزاس واقع شده‌است. بوتینس ۱۱۷ نفر جمعیت دارد و ۲۱۷ متر بالاتر از سطح دریا واقع شده‌است.